# Listă de filme înainte de Codul Hays
Aceasta este o listă de filme americane care au fost produse înainte de aplicarea Codului Hays. În listă apar și filme străine distribuite în Statele Unite. Chiar dacă Codul a fost adoptat în 1930, nu a fost pus în aplicare în mod efectiv până la 1 iulie 1934. 
Codul Hays fost un set de sfaturi din partea cenzurii care a condus producția majorității filmelor din Statele Unite lansate de studiourile importante în perioada 1930 - 1968.

## Listă de filme

### 1928
- Lights of New York

### 1929

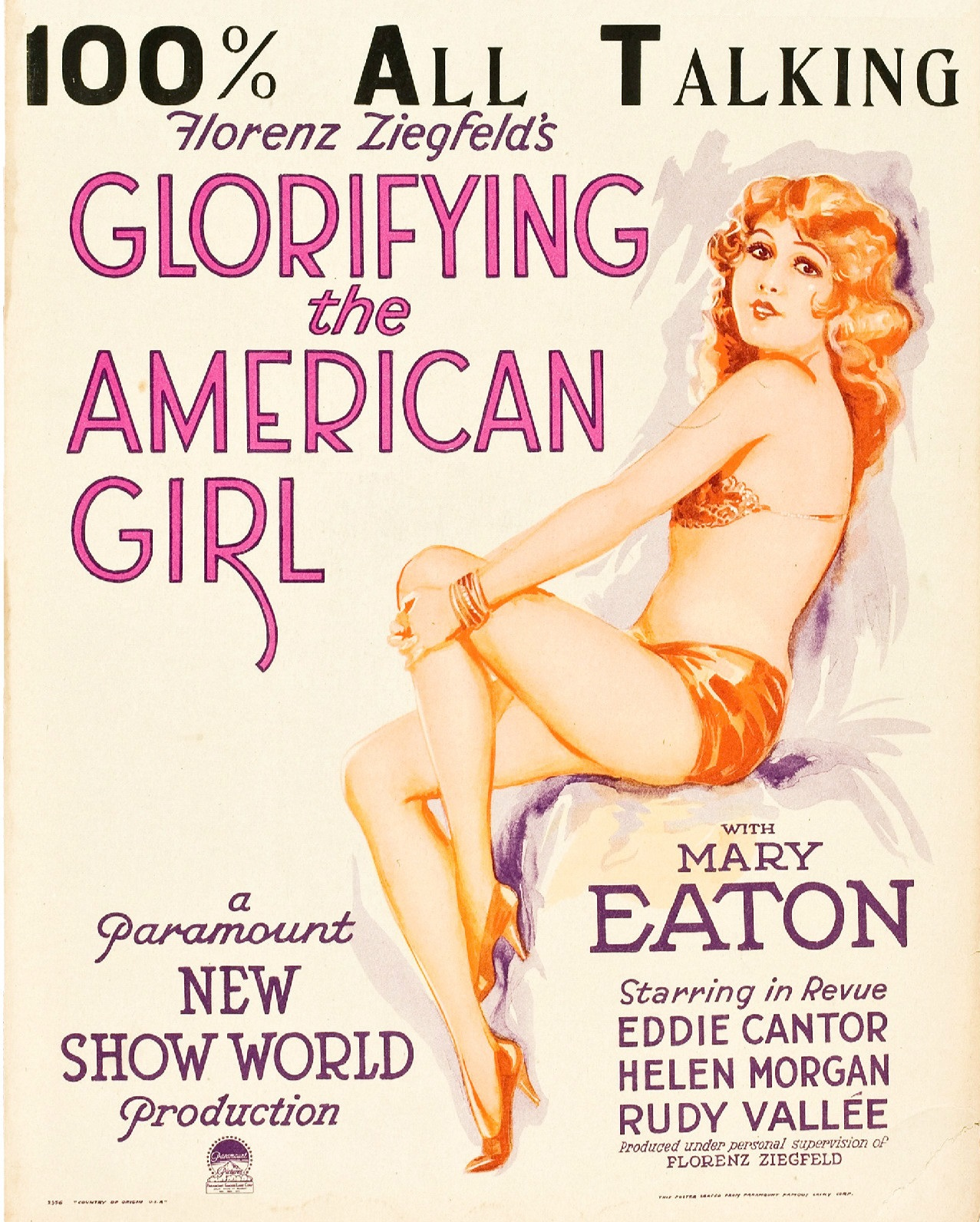
Glorifying the American Girl (1929)

- Alibi
- Applause
- The Awful Truth
- Big News
- Big Time
- The Black Watch
- The Broadway Melody
- Bulldog Drummond
- The Canary Murder Case
- Captain Lash
- Careers
- Close Harmony
- The Cock-Eyed World
- The Cocoanuts
- Condemned
- Coquette
- Dance Hall
- The Delightful Rogue
- The Desert Song
- Devil-May-Care
- Diary of a Lost Girl
- The Flying Fleet
- Footlights and Fools
- The Four Feathers
- The Godless Girl
- Gold Diggers of Broadway
- Glorifying the American Girl
- The Great Gabbo
- Half Marriage
- Hallelujah
- Hell's Heroes
- Her Private Life
- High Voltage
- The Hole in the Wall
- The Idle Rich
- In Old Arizona
- The Lady Lies
- The Last of Mrs. Cheyney
- The Letter
- The Locked Door
- The Love Parade
- Lucky Star
- Madame X
- Marianne (musical)
- The Mysterious Dr. Fu Manchu
- Our Modern Maidens
- The Pagan
- Piccadilly
- Painted Faces
- Pointed Heels
- The Racketeer
- Redskin
- Rio Rita
- The River
- Sally
- Salute
- Street Girl
- The Saturday Night Kid
- Seven Footprints to Satan
- The Single Standard
- The Squall
- Sunny Side Up
- Their Own Desire
- This Thing Called Love
- Thunderbolt
- The Trespasser
- The Trial of Mary Dugan
- Untamed
- The Valiant
- The Virginian
- Voice of the City
- Where East Is East
- The Wild Party
- The Wolf of Wall Street
- The Wolf Song

### 1930

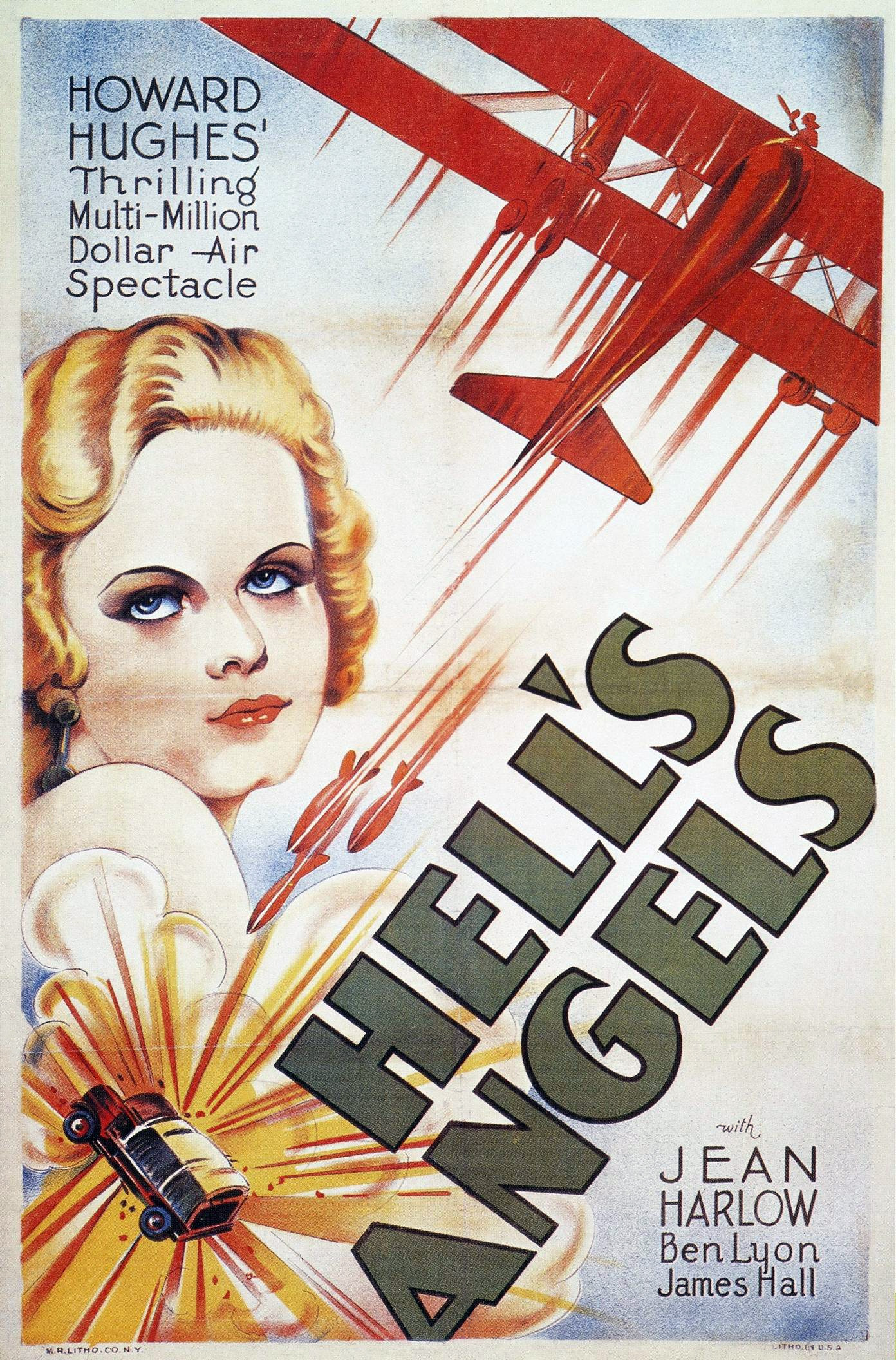
Hell's Angels (1930)

- A Devil with Women
- Africa Speaks[1]
- All Quiet on the Western Front
- Animal Crackers[2]
- Anna Christie
- The Arizona Kid
- The Bad Man
- The Big House
- The Bat Whispers
- The Big Pond
- The Big Trail
- Billy the Kid
- The Bishop Murder Case
- The Blue Angel
- Born Reckless
- Bride of the Regiment
- Bright Lights
- Call of the Flesh
- Captain Thunder
- Charley's Aunt
- Chasing Rainbows
- Cheer Up and Smile
- Children of Pleasure
- City Girl
- Clancy in Wall Street
- Compliments of the Season
- Conspiracy
- The Cuckoos
- Danger Lights
- The Dawn Patrol
- The Devil to Pay!
- The Devil's Holiday
- Dixiana
- The Divorcee
- The Doorway to Hell
- Doughboys
- Du Barry, Woman of Passion
- Fast and Loose
- Feet First
- Follow Thru
- For the Defense
- Golden Dawn
- Good News
- The Green Goddess
- Half Shot at Sunrise
- Hell Harbor
- Hell's Angels
- Hell's Heroes
- High Society Blues
- Hold Everything
- Holiday
- In Gay Madrid
- Inside the Lines
- Just Imagine
- King of Jazz
- Kismet
- Ladies Love Brutes
- Ladies of Leisure
- The Lash
- Laughter
- Leathernecking
- Let Us Be Gay
- Let's Go Native
- The Life of the Party
- Liliom
- Loose Ankles
- The Lottery Bride
- Madame Satan
- Mammy
- The Man from Blankley's
- Manslaughter
- The Matrimonial Bed
- Maybe It's Love
- The Melody Man
- Men Without Women
- Min and Bill
- Moby Dick
- Montana Moon
- Monte Carlo
- Morocco
- Murder!
- New Moon
- No, No, Nanette
- Not So Dumb
- The Office Wife
- Oh Sailor Behave
- One Night at Susie's
- One Romantic Night
- Our Blushing Brides
- Outward Bound
- Paid
- Paramount on Parade
- Peacock Alley
- Playing Around
- Puttin' on the Ritz
- Queen High
- Raffles
- Reaching for the Moon
- Redemption
- Renegades
- Road to Paradise
- Romance
- The Rogue Song
- Rough Romance
- The Royal Family of Broadway
- The Runaway Bride
- Safety in Numbers
- Sarah and Son
- The Second Floor Mystery
- She Couldn't Say No
- Show Girl in Hollywood
- The Silver Horde
- Sin Takes a Holiday
- The Sins of the Children
- Sinners' Holiday
- Slightly Scarlet
- Son of the Gods
- Song of the Flame
- Song of the West
- The Spoilers
- Street of Chance
- Strictly Unconventional
- Sunny
- Sweet Kitty Bellairs
- They Learned About Women
- Three Faces East
- Tol'able David
- True to the Navy
- The Truth About Youth
- Under a Texas Moon
- Up the River
- The Unholy Three
- The Vagabond King
- Viennese Nights
- The Virtuous Sin
- War Nurse
- Way for a Sailor
- What a Widow!
- The Woman Racket
- Whoopee!
- Young Man of Manhattan

### 1931

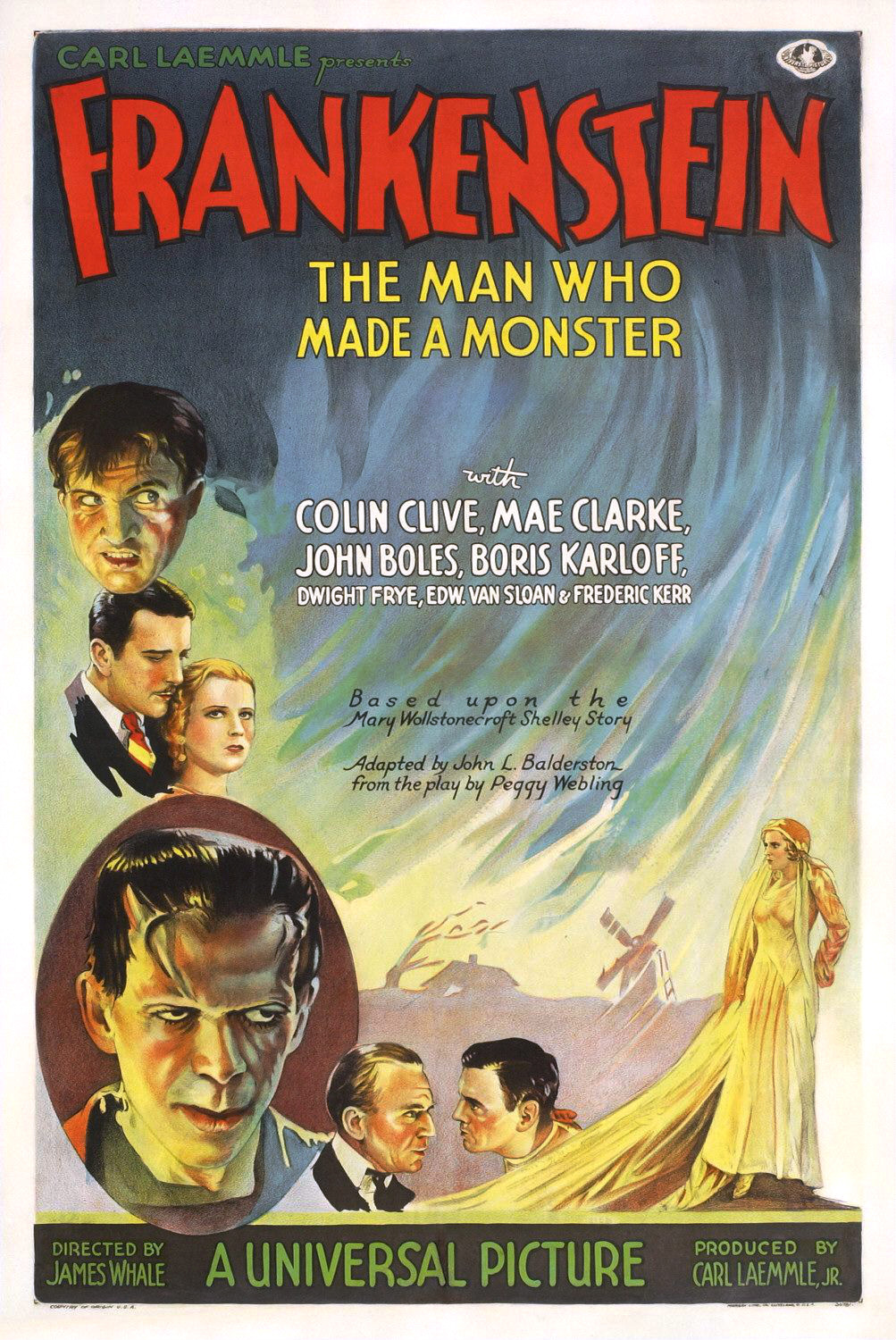
Frankenstein (1931)

- A Connecticut Yankee
- A Free Soul
- A Holy Terror
- Alexander Hamilton
- Ambassador Bill
- An American Tragedy
- Arizona
- Arrowsmith
- Bachelor Apartment
- Bad Company
- Bad Girl
- Bad Sister
- Beyond Victory
- Big Business Girl
- The Blonde Captive[3]
- Blonde Crazy
- Body and Soul
- Born to Love
- Bought!
- Broadminded
- Captain Applejack
- Caught Plastered
- The Champ
- Chances
- The Cheat
- Cimarron
- City Lights
- City Streets
- The Common Law
- Compromised
- Confessions of a Co-Ed
- Cracked Nuts
- The Criminal Code
- Dance, Fools, Dance
- Delicious
- Dirigible
- Dishonored
- Dr. Jekyll and Mr. Hyde
- Dracula[4]
- The Easiest Way
- Everything's Rosie
- Expensive Women
- Fifty Million Frenchmen
- Fighting Caravans
- Five and Ten
- Five Star Final
- Flying High (1931 film)
- Frankenstein[4]
- Friends and Lovers
- The Front Page
- The Gay Diplomat
- Girls About Town
- Girls Demand Excitement
- God's Gift to Women
- Goldie
- The Great Lover
- The Guilty Generation
- Guilty Hands
- Hell Divers
- Her Majesty, Love
- His Woman
- Honor Among Lovers
- Hush Money
- I Like Your Nerve
- I Take This Woman
- Indiscreet
- Inspiration
- Iron Man
- It Pays to Advertise
- Kept Husbands
- Kick In
- Kiki
- Ladies' Man
- Ladies of the Big House
- The Lady Refuses
- The Last Flight
- Laughing Sinners
- Little Caesar
- Local Boy Makes Good
- Lonely Wives
- M
- The Mad Genius
- The Mad Parade
- Mädchen in Uniform
- Maker of Men
- The Maltese Falcon
- Man of the World
- The Man Who Came Back
- Manhattan Parade
- Mata Hari
- Men Call It Love
- Merely Mary Ann
- Millie
- The Millionaire
- The Miracle Woman
- Monkey Business
- Morals for Women
- Never the Twain Shall Meet
- Night Nurse
- No Limit
- Once a Lady
- Other Men's Women
- Palmy Days
- Peach O'Reno
- The Phantom of Paris
- Platinum Blonde
- Possessed
- Private Lives
- The Public Defender
- The Public Enemy
- Quick Millions
- The Road to Singapore
- Safe in Hell
- The Secret Six
- The Sin of Madelon Claudet
- The Sin Ship
- Sit Tight
- Six Cylinder Love
- Smart Money
- Smart Woman
- The Smiling Lieutenant
- Son of India
- Sporting Blood
- The Squaw Man
- Strangers May Kiss
- Street Scene
- Strictly Dishonorable
- Surrender
- Susan Lenox (Her Fall and Rise)
- Svengali
- Tarnished Lady
- Ten Cents a Dance
- Tonight or Never
- Too Many Cooks
- Trader Horn[1]
- Transatlantic
- Traveling Husbands
- Under Eighteen
- The Unholy Garden
- Up Pops the Devil
- Waterloo Bridge
- Way Back Home
- Women of All Nations

### 1932

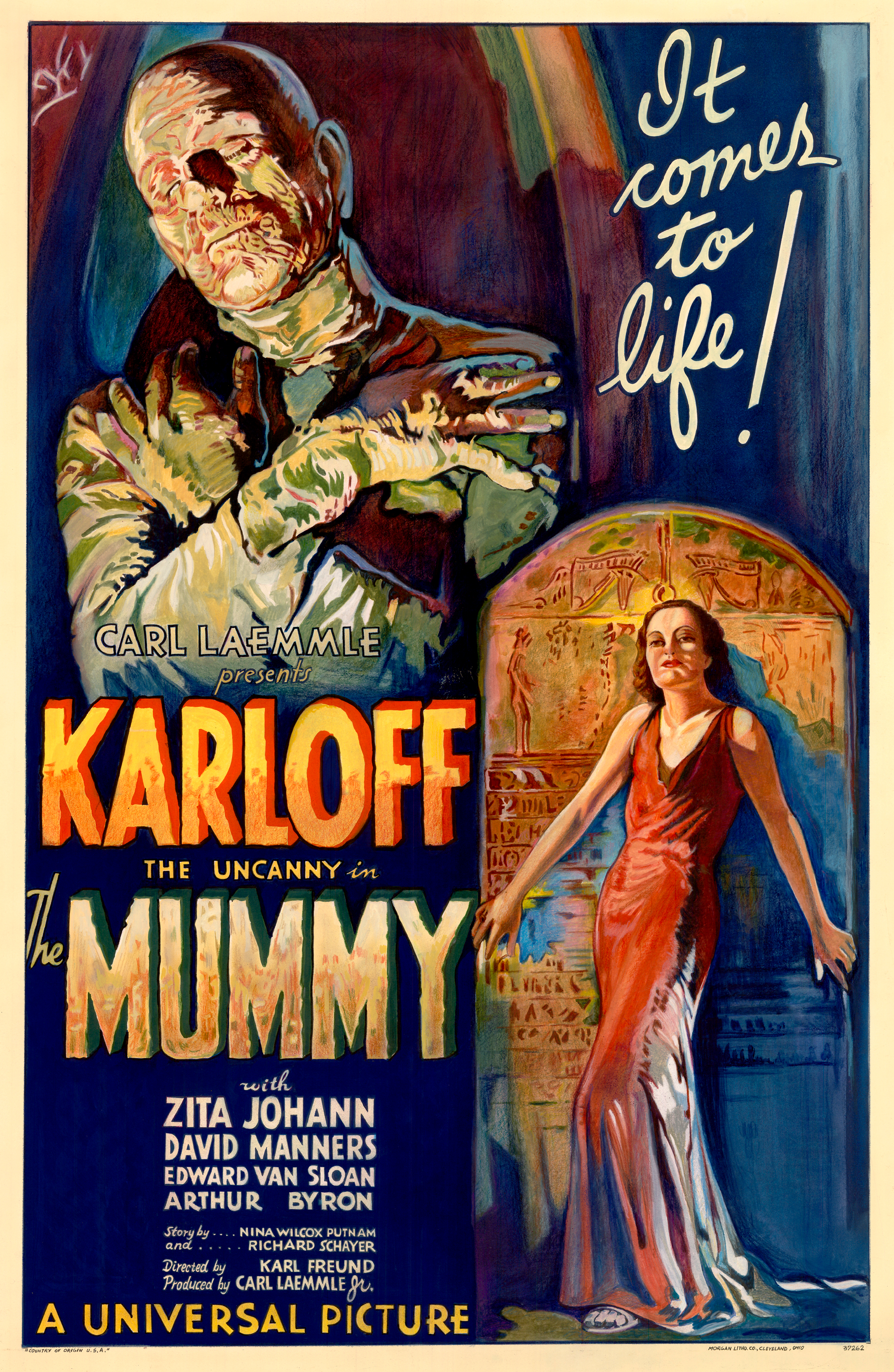
Mumia (1932)

- 20,000 Years in Sing Sing
- A Bill of Divorcement
- A Farewell to Arms
- A Successful Calamity
- Afraid to Talk
- After Tomorrow
- The Age of Consent
- Air Mail
- Alias the Doctor
- American Madness
- Attorney for the Defense
- The Animal Kingdom
- Are You Listening?
- Arsène Lupin
- As You Desire Me
- Back Street
- The Beast of the City
- The Big Broadcast
- Big City Blues
- The Big Timer
- Bird of Paradise
- Blessed Event
- Blonde Venus
- Blondie of the Follies
- Broken Lullaby
- The Cabin in the Cotton
- Call Her Savage
- Central Park
- The Crash
- The Crowd Roars
- Cynara
- The Dark Horse
- The Devil is Driving
- Devil and the Deep
- Disorderly Conduct
- Divorce in the Family
- Doctor X[4]
- Downstairs
- Emma
- Faithless
- The Famous Ferguson Case
- Fast Life
- The First Year
- Flesh
- Forbidden
- Freaks
- Frisco Jenny
- Girl Crazy
- The Girl from Chicago
- Grand Hotel
- The Greeks Had a Word for Them
- The Half-Naked Truth
- The Hatchet Man[5]
- Hell's Highway
- Hell's House
- High Pressure
- Hold 'Em Jail
- Horse Feathers
- Hot Saturday
- I Am a Fugitive From a Chain Gang
- If I Had a Million
- Impatient Maiden
- Island of Lost Souls[6]
- It's Tough to Be Famous
- Jewel Robbery
- The Kid from Spain
- Klondike
- Kongo
- Lady and Gent
- Lady with a Past
- The Last Mile (1932 film)
- Lawyer Man
- Letty Lynton
- Life Begins
- The Lost Squadron
- Love Affair
- Love Is a Racket
- Love Me Tonight
- Madame Butterfly
- Madame Racketeer
- Man Wanted
- The Man Who Played God
- The Mask of Fu Manchu[6]
- The Match King
- Me and My Gal
- Men of Chance
- Merrily We Go to Hell
- Million Dollar Legs
- The Miracle Man
- Mr. Robinson Crusoe
- The Most Dangerous Game
- The Mouthpiece
- The Mummy
- Murders in the Rue Morgue
- New Morals for Old
- Night After Night
- Night World
- No Man of Her Own
- No More Orchids
- No One Man
- The Old Dark House
- Old Morals for New[7]
- One Hour with You
- One Way Passage
- Panama Flo
- Payment Deferred
- The Penguin Pool Murder
- The Phantom President
- Polly of the Circus
- Prestige
- Probation
- The Purchase Price
- Rain
- Rasputin and the Empress
- Red Dust
- Red-Headed Woman[7]
- The Rich Are Always with Us
- Roar of the Dragon
- Scarface
- Scarlet Dawn
- Shanghai Express
- Shopworn[7]
- The Sign of the Cross
- The Silent Witness
- Silver Dollar
- Sinners in the Sun
- Sky Devils
- Skyscraper Souls
- Smilin' Through
- So Big!
- Speak Easily
- The Sport Parade
- State's Attorney
- Strange Interlude
- Strange Justice[8]
- The Strange Love of Molly Louvain
- Symphony of Six Million
- Tarzan the Ape Man[9]
- Taxi!
- Ten Minutes to Live
- Tess of the Storm Country
- Thirteen Women
- The Thirteenth Guest
- This Is the Night
- This Reckless Age
- Three on a Match
- Three Wise Girls
- Trouble in Paradise
- Two Against the World
- Two Kinds of Women
- Vanity Fair
- Virtue
- The Washington Masquerade
- Week-End Marriage
- Week Ends Only
- Westward Passage
- The Wet Parade
- What Price Hollywood
- White Zombie
- Wild Girl
- The Wiser Sex
- Winner Take All
- You Said a Mouthful
- Young America

### 1933

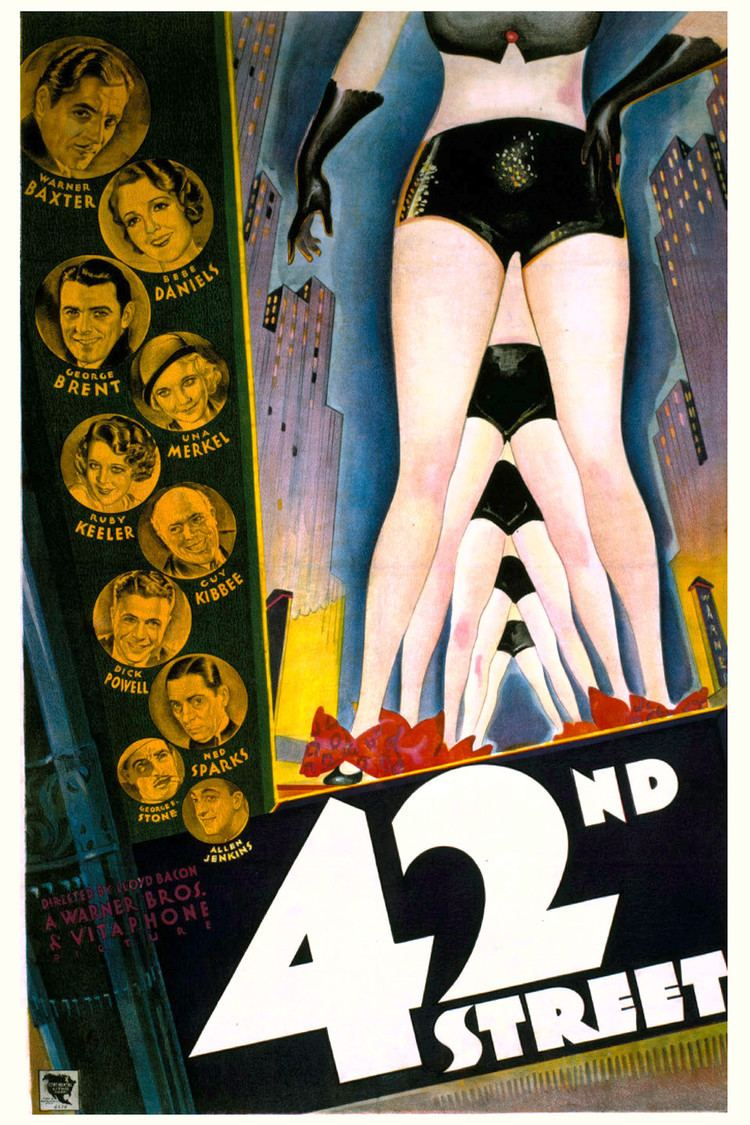
42nd Street (1933)

- 42nd Street
- A Shriek in the Night
- Ace of Aces
- After Tonight
- Air Hostess
- Ann Carver's Profession
- Ann Vickers
- Another Language
- Baby Face[7]
- The Barbarian[10]
- Beauty for Sale[7]
- Bed of Roses[7]
- Before Dawn
- The Bitter Tea of General Yen
- Blind Adventure
- Blondie Johnson
- Blood Money[11]
- Bombshell
- The Bowery
- Brief Moment
- Broadway Through a Keyhole
- Broadway to Hollywood
- Bureau of Missing Persons
- Captured!
- Cavalcade
- Central Airport
- The Chief
- Child of Manhattan
- Christopher Strong
- College Coach
- College Humor
- Convention City
- Counsellor at Law
- Dancing Lady
- Day of Reckoning
- Design for Living
- The Devil's Brother
- Dinner at Eight[10]
- Diplomaniacs
- Doctor Bull
- Double Harness
- Duck Soup
- The Eagle and the Hawk
- Elmer, the Great
- The Emperor Jones
- Employees' Entrance
- Ever in My Heart
- Ex-Lady
- Fast Workers
- Female
- Flying Devils
- Flying Down to Rio
- Footlight Parade[11]
- From Headquarters
- From Hell to Heaven
- Gabriel Over the White House
- Gambling Ship
- Girl Missing
- Girl Without a Room
- Going Hollywood[10]
- Gold Diggers of 1933
- Goodbye Again
- Goodbye Love
- Hallelujah, I'm a Bum
- Hard to Handle
- Havana Widows
- Hell Below
- Hello, Sister![12]
- Heroes for Sale[13]
- Hold Your Man
- Hoop-La[12]
- Hot Pepper
- The House on 56th Street
- I Am Suzanne
- I Cover the Waterfront
- I'm No Angel[11]
- The Invisible Man
- International House
- It's Great to Be Alive
- Jennie Gerhardt
- The Kennel Murder Case
- King Kong
- King of the Jungle
- The Kiss Before the Mirror
- Ladies They Talk About[11]
- Lady Killer
- Laughter in Hell
- The Life of Jimmy Dolan
- Lilly Turner
- The Little Giant
- The Mad Game
- Made on Broadway
- Man's Castle
- The Masquerader
- The Mayor of Hell
- Meet the Baron
- Melody Cruise
- Men Must Fight
- Midnight Club
- Midnight Mary
- Morning Glory
- Murders in the Zoo
- Myrt and Marge
- Mystery of the Wax Museum
- My Weakness[11]
- Night Flight
- No Other Woman
- One Man's Journey
- One Sunday Afternoon
- Only Yesterday[11]
- Our Betters
- Parachute Jumper
- Parole Girl
- The Past of Mary Holmes
- Peg o' My Heart
- Penthouse[7]
- Perfect Understanding
- Pick-Up
- Picture Snatcher
- The Power and the Glory
- Private Detective 62
- The Private Life of Henry VIII
- The Prizefighter and the Lady
- Professional Sweetheart
- Queen Christina
- Rafter Romance
- The Right to Romance
- Roman Scandals
- Sailor's Luck[11]
- Saturday's Millions
- Scarlet River
- Secret of the Blue Room
- Secrets
- Sensation Hunters
- Shanghai Madness
- She Done Him Wrong[11]
- She Had to Say Yes
- Should Ladies Behave[10]
- The Silver Cord
- The Sin of Nora Moran
- Sitting Pretty
- So This Is Africa
- Sons of the Desert
- The Secret of Madame Blanche
- The Song of Songs
- Stage Mother
- State Fair
- The Story of Temple Drake
- The Stranger's Return
- Supernatural
- This Day and Age
- Three-Cornered Moon
- To the Last Man
- Today We Live
- Too Much Harmony[11]
- Topaze
- Torch Singer
- Tugboat Annie
- Turn Back the Clock
- The Vampire Bat
- Voltaire
- The Warrior's Husband[11]
- West of Singapore[8]
- When Ladies Meet
- Whistling in the Dark
- The White Sister
- White Woman
- Wild Boys of the Road
- The Woman Accused
- The Women in His Life
- The Working Man
- The World Changes
- The World Gone Mad
- You Made Me Love You
- Zoo in Budapest

### 1934

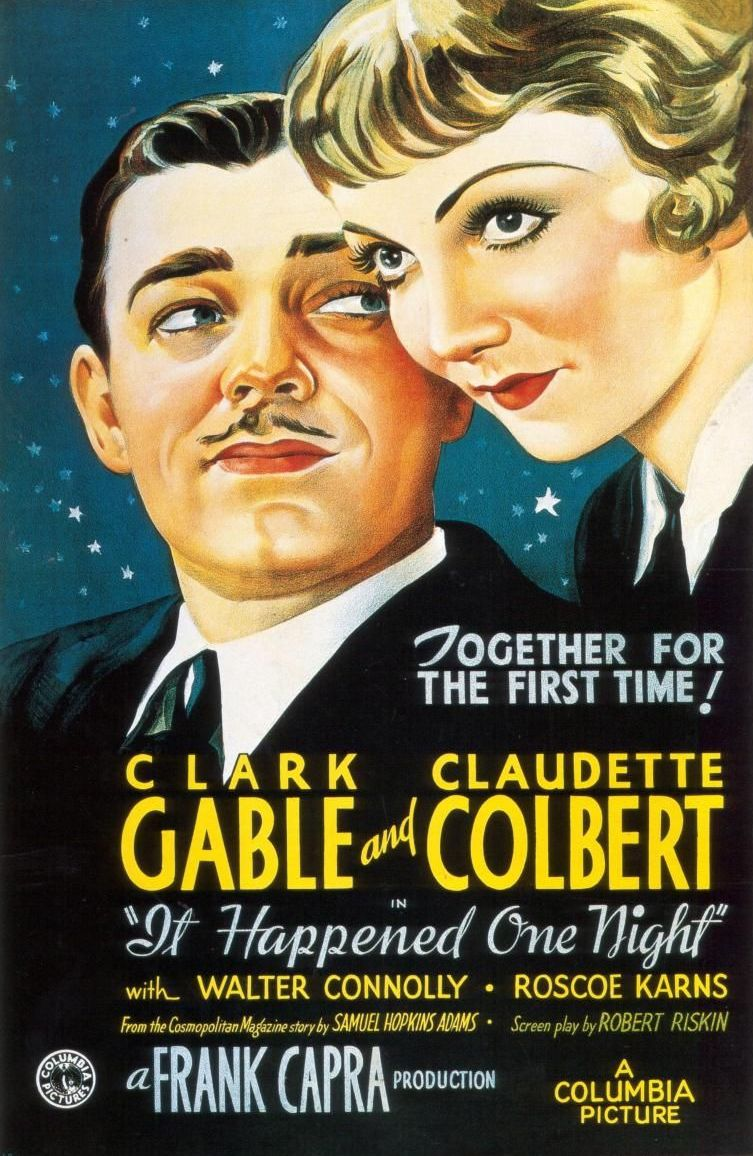
S-a întâmplat într-o noapte (1932)

- A Modern Hero
- A Very Honorable Guy
- The Affairs of Cellini
- All of Me
- Bachelor Bait
- The Barretts of Wimpole Street
- Bedside
- Belle of the Nineties
- The Big Shakedown
- The Black Cat
- Black Moon[6]
- Bolero
- Born to Be Bad
- Bottoms Up
- Carolina
- The Cat and the Fiddle
- Chained
- Change of Heart
- Chloe, Love Is Calling You
- Cleopatra
- Dames
- Dark Hazard
- Death Takes a Holiday
- Dr. Monica
- Evelyn Prentice
- Fashions of 1934
- Finishing School
- Fog Over Frisco
- Forsaking All Others
- Four Frightened People
- Fugitive Lovers
- Gambling Lady
- The Gay Bride
- The Gay Divorcee
- George White's Scandals
- The Girl from Missouri
- Hat, Coat, and Glove
- Heat Lightning
- He Was Her Man
- Here Comes the Navy
- Hide-Out
- Hi Nellie!
- Hips, Hips, Hooray!
- Hollywood Party
- The House of Rothschild
- Imitation of Life
- It Happened One Night
- Jimmy the Gent
- Journal of a Crime
- Lady by Choice
- Laughing Boy
- Lazy River
- The Life of Vergie Winters
- Liliom
- Little Man, What Now?
- Little Miss Marker
- Long Lost Father
- The Lost Patrol
- The Man with Two Faces
- Mandalay
- Madame Du Barry
- Manhattan Love Song
- Manhattan Melodrama
- Massacre
- Men in White
- The Merry Widow
- Midnight
- Midnight Alibi
- Moulin Rouge
- Murder at the Vanities
- Murder on the Blackboard
- The Mystery of Mr. X
- Nana
- No Greater Glory
- Now I'll Tell
- Of Human Bondage
- Once to Every Woman
- One More River
- Operator 13
- The Painted Veil
- Palooka
- The Personality Kid
- The Richest Girl in the World
- Riptide
- The Road to Ruin
- Sadie McKee
- The Scarlet Empress
- Search for Beauty
- She Loves Me Not
- She Made Her Bed'm
- The Show-Off
- Side Streets
- Sing and Like It
- Six of a Kind
- Smarty
- Social Register
- Spitfire
- Stamboul Quest
- Stand Up and Cheer!
- Stingaree
- Strictly Dynamite
- Success at Any Price
- Tarzan and His Mate[9]
- The Thin Man
- Thirty-Day Princess
- This Man Is Mine
- Tomorrow's Children
- The Trumpet Blows
- Twentieth Century
- Twenty Million Sweethearts
- Two Alone
- Upper World
- Viva Villa!
- We're Not Dressing
- We're Rich Again
- West of the Divide
- Wharf Angel
- Where Sinners Meet
- Wonder Bar

## Legături externe
- List of Pre-Code movies